# Joseph Rüttinger
Joseph Karl August Rüttinger (* 19. Oktober 1796 in Mannheim; † 11. November 1864 in Freiburg im Breisgau; katholisch) war ein  seit 1822 im badischen Staatsdienst stehender Jurist und Amtsvorstand, vergleichbar mit einem heutigen Landrat.

## Leben
Nach dem Studium der Rechtswissenschaften bis  1814 an der Universität Heidelberg wurde Rüttinger Rechtskandidat beim Hofgericht des Mittelrheinkreises in Rastatt und danach ab dem 10. November 1814 Volontär beim Amt Appenweier. Vom Juli 1815 bis Februar 1818 war er beim Amt Steinbach und danach beim Amt Appenweier und schließlich noch beim Oberamt Pforzheim als Volontär beschäftigt. Am 3. Mai 1822 wurde Rüttinger Assessor beim Amt Wiesloch und danach ab dem 27. Januar 1825 beim Bezirksamt Sinsheim. Mit der am 3. August 1829 erfolgten Beförderung zum Amtmann wurde er zweiter Beamter beim Amt Lahr. Im November 1832 wurde Rüttinger provisorischer Verwalter beim Oberamt Offenburg und ab dem 1. Mai 1834 zweiter Beamter beim Oberamt Bruchsal. Gleichzeitig mit der Beförderung zum Oberamtmann am 12. Februar 1835 wurde er Amtsvorstand beim Bezirksamt Bretten, danach ab dem 11. Januar 1838 beim Bezirksamt Walldürn und schließlich ab dem 25. Juni 1840 beim Bezirksamt Neckargemünd. Am 25. Mai 1848 wurde er, wohl eine Form der Strafversetzung, zur Regierung des Oberrheinkreises versetzt und am 14. März 1851 in den vorzeitigen Ruhestand geschickt.